# Sus strozzii
Sus strozzii és una espècie extinta de mamífer artiodàctil de la família dels súids que visqué a les conques del Mediterrani i el mar Negre des del Pliocè superior fins al Plistocè inferior, fa entre 1,8 i 3,2 milions d'anys. Se n'han trobat restes fòssils a Croàcia, Espanya (incloent-hi el torrent de Vallparadís), França, Grècia, Hongria, Israel, Itàlia, els Països Baixos, Romania i Rússia. A principis del Plistocè, era l'única espècie de súid present a Europa, d'on desaparegué completament i sobtada durant 600.000-700.000 anys, abans de tornar a aparèixer-hi. Un equip de l'Institut Català de Paleontologia Miquel Crusafont considera que la hipòtesi més probable és que durant aquest temps hauria romàs en refugis al sud-est asiàtic.